# Sarcocistose
Sarcocistose é uma doença parasitária causada pelo protozoário Sarcocystis que pode afetar aves, répteis e mamíferos, inclusive humanos. O protozoário causa infecções intestinais ou/e musculares. Geralmente é assintomático, mas podem ser encontradas no músculo esquelético e cardíaco humano causando sintomas como febre, 
anorexia, prostração, palidez das mucosas, corrimento nasal e ocular, dispneia, salivação e podem ser fatais.

## Causa
O Sarcocystis tem um ciclo de dois hospedeiros:
- Hospedeiros definitivos: animais que comem carne como cão, gato, homem...;
- Hospedeiros intermediários: animais que comem vegetal como bovinos, ovinos, suínos e raramente o homem...;

Existem diferenças morfológicas entre os sarcocysts encontrados em vários animais. Os seres humanos são normalmente infectados por duas espécies de sarcocystis: o Suihominis Sarcocystis (suíno) e Bovihominis Sarcocystic (bovino).
Cozinhar bem a carne mata o parasita, apenas animais que comem carne crua ou mal passada são infectados.

## Sinais e sintomas
Embora raro a sarcocistose pode causar a morte de bovinos, suínos e ovinos que foram gravemente infectados. Sarcocistose muscular é um problema mais sério no sudeste asiático.
Infecção muscular intermediária
Os sintomas mais comuns em quem ingeriu os oocistos e se tornou hospedeiro intermediário são:
- Inchaços musculares dolorosos;
- Febre e;
- Fraqueza.

Infecção intestinal definitiva
Os sintomas mais comuns em quem comeu carne contaminada crua ou mal passada e se tornou hospedeiro definitivo são:
- Dor de barriga;
- Diarreia e;
- Dor muscular pelo corpo.

Em bovinos
Bovinos podem ser infectados pelo Sarcocystis cruzi, pelo Sarcocystis hirsuta e pelo Sarcocystis hominis. As espécies de Sarcocystis que infectam o homem (S. hominis) e que infectam o gato (S. hirsuta) causam poucos ou nenhum sintomas nos bovinos. Já o S. cruzi, cujo hospedeiro definitivo é o cão, provoca doença severa em bovinos e pode ser fatal.
A infecção do S.cruzi em bovinos causa:
- Febre;
- Perda do apetite;
- Palidez das mucosas;
- Corrimento nasal e ocular;
- Dispneia;
- Salivação;
- "Sentar" e "deitar" frequentemente.

## Progressão
As diferentes espécies de sarcocystis estão associadas ao ciclo presa-predador (ciclo heteroxeno), com estágios assexuados nos hospedeiros intermediários (presa) e um estágio sexuado nos hospedeiros definitivos (predador).
Este protozoário tem como hospedeiros definitivos animais carnívoros como o cão, o gato ou seres humanos e possuem vários hospedeiros intermediários com as aves, os répteis, pequenos roedores, herbívoros e suínos.
Os animais que comem carne crua ou mal passada contendo cistos musculares viáveis do protozoário podem ser infectados e não apresentar sintomas. Depois nas fezes eles espalham os oocistos, com dois esporocistos e oito esporozoítos. Os esporozoítos são liberados dos esporocistos no intestino e infectam os animais herbívoros.

## Epidemiologia

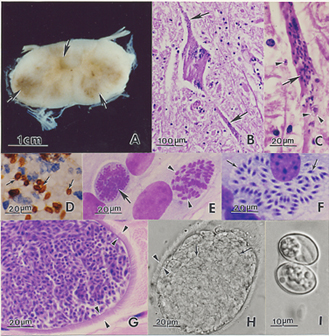
Sarcocistos passam por diversas fases variando em virulência e sintomatologia causada dependendo da fase em que se encontra.

A incidência de infecção intestinal por Sarcocystis no sudeste asiático está entre 19 e 23%, sendo a maior parte dos casos assintomática.
Em análises de 50 kibes preparados por 25 restaurantes diferentes em São Paulo todas as amostras possuíam sarcocystis, sendo que 94% possuíam o S. hominis, 70% possuiam o S. hirsuta e 92% o S. cruzi. 

## Prevenção
Não alimentar cachorros que convivem com gado com carne crua evita a infecção de ambos. A infecção em gatos e humanos dificilmente causa problemas ao gado.
Cozinhar a carne mata o protozoário. Só alimentar os animais com ração evita problemas ao homem.

## Tratamento
Não existe tratamento eficaz para a infecção, seja no hospedeiro intermediário ou no definitivo. Quando ocorre um surto no gado, colocar amprólio na dieta dos animais ajuda a diminuir o sofrimento do animal. O próprio organismo pode destruir o protozoário em infecções mais leves, mas muitos bovinos morrem com essa infecção.